# Yuliia Ivanytska
Yuliia Volodymyrivna Ivanytska (en ukrainien : Юлія Володимирівна Іваницька), née le 27 octobre 1988 à Rivne (RSS d'Ukraine), est une judokate handisport ukrainienne, concourant dans la catégorie des -48 kg. Elle est quadruple médaillée de bronze aux Jeux paralympiques entre 2008 et 2020.

## Carrière
Aux Jeux paralympiques d'été de 2020, elle bat la Taïwanaise Lee Kai-lin en quarts avant d'être battue en demie par la Française Sandrine Martinet-Aurières. En petite finale, elle bat la Japonaise Shizuka Hangai par waza-ari et monte sur la troisième marche du podium.

## Palmarès

### Jeux paralympiques
- médaille de bronze en -48 kg aux Jeux paralympiques d'été de 2008 à Pékin
- médaille de bronze en -48 kg aux Jeux paralympiques d'été de 2012 à Londres
- médaille de bronze en -48 kg aux Jeux paralympiques d'été de 2016 à Rio de Janeiro
- médaille de bronze en -48 kg aux Jeux paralympiques d'été de 2020 à Tokyo

### Championnats d'Europe
- médaille d'or en -48 kg aux Championnats d'Europe 2017 à Walsall
- médaille de bronze par équipes aux Championnats d'Europe 2017 à Walsall